# Список птахів Самоа
Це перелік видів птахів, зафіксованих на території Самоа. Авіфауна Самоа налічує загалом 101 вид, з яких 9 є ендемічними, 5 були інтродуковані людьми. 23 види вважаються рідкісними або зникаючими. 13 видів знаходяться під загрозою вимирання.

## Позначки
Наступні теги використані для виділення деяких категорій птахів.
- (А) Випадковий — вид, який рідко або випадково трапляється в Самоа;
- (Е) Ендемічний — вид, який є ендеміком Самоа;
- (I) Інтродукований — вид, завезений до Самоа як наслідок, прямих чи непрямих людських дій.

## Гусеподібні(Anseriformes)
Родина: Качкові (Anatidae)
- Крижень австралійський, Anas superciliosa  (toloa)

## Куроподібні(Galliformes)
Родина: Фазанові (Phasianidae)
- Курка банківська, Gallus gallus (I) (moavao)

## Голубоподібні(Columbiformes)
Родина: Голубові (Columbidae)
- Голуб сизий, Columba livia (I) (lupe palagi, іноземний голуб)
- Columba vitiensis (fiaui)
- Alopecoenas stairi (tu'aimeo, tiotala)
- Горлач, Didunculus strigirostris (E) (manumea)
- Тілопо райдужний, Ptilinopus perousii (manuma, manulua)
- Тілопо фіджійський, Ptilinopus porphyraceus (manutagi, manufili)
- Пінон тонганський, Ducula pacifica (lupe)

## Зозулеподібні(Cuculiformes)
Родина: Зозулеві (Cuculidae)
- Коель новозеландський, Urodynamis taitensis (aleva)

## Серпокрильцеподібні(Apodiformes)
Родина: Серпокрильцеві (Apodidae)
- Салангана світлогуза, Aerodramus spodiopygius (pe'ape'a)

## Журавлеподібні(Gruiformes)
Родина: Пастушкові (Rallidae)
- Пастушок смугастий, Gallirallus philippensis (ve'a)
- Курочка самоанська, Gallinula pacifica (E) (Puna'e)
- Султанка австралійська, Porphyrio melanotus (manuali'i, manusa)
- Погонич білобровий, Poliolimnas cinereus (vai)
- Погонич австралійський, Zapornia tabuensis

## Сивкоподібні(Charadriiformes)
Родина: Сивкові (Charadriidae)
- Сивка морська, Pluvialis squatarola (A)
- Сивка бурокрила, Pluvialis fulva
- Пісочник канадський, Charadrius semipalmatus (A)

Родина: Баранцеві (Scolopacidae)
- Кульон аляскинський, Numenius tahitiensis
- Кульон середній, Numenius phaeopus (tuli)
- Кульон східний, Numenius madagascariensis (A)
- Грицик малий, Limosa lapponica (tuli)
- Крем'яшник звичайний, Arenaria interpres (tuli)
- Побережник ісландський, Calidris canutus (A) (tuli)
- Побережник гострохвостий, Calidris acuminata (A) (tuli)
- Побережник рудоголовий, Calidris ruficollis (A) (tuli)
- Побережник білий, Calidris alba (A) (tuli)
- Побережник арктичний, Calidris melanotos (A) (tuli)
- Неголь довгодзьобий, Limnodromus scolopaceus (A) (tuli)
- Набережник палеарктичний, Actitis hypoleucos (A) (tuli)
- Коловодник попелястий, Tringa brevipes (A)
- Коловодник аляскинський, Tringa incana (tuli, alomalala)
- Коловодник болотяний, Tringa glareola (A) (tuli)

Родина: Поморникові (Stercorariidae)
- Поморник антарктичний, Stercorarius maccormicki (A)
- Поморник фолклендський, Stercorarius antarcticus (A)
- Поморник середній, Stercorarius pomarinus (A)

Родина: Мартинові (Laridae)
- Leucophaeus atricilla (A)
- Крячок бурий, Anous stolidus (gogo)
- Крячок атоловий, Anous minutus
- Крячок сірий, Anous ceruleus (A) (laia)
- Крячок білий, Gygis alba (manusina, gogosina)
- Крячок строкатий, Onychoprion fuscatus (A) (gogouli)
- Крячок полінезійський, Onychoprion lunatus
- Крячок бурокрилий, Onychoprion anaethetus
- Крячок малий, Sternula albifrons (A)
- Крячок рожевий, Sterna dougallii (A)
- Крячок індонезійський, Sterna sumatrana (gogosina)
- Крячок річковий, Sterna hirundo (A)
- Крячок жовтодзьобий, Thalasseus bergii

## Фаетоноподібні(Phaethontiformes)
Родина: Фаетонові (Phaethontidae)
- Фаетон білохвостий, Phaethon lepturus (tava'e sina)
- Фаетон червонохвостий, Phaethon rubricauda (A) (tava'e 'ula)

## Буревісникоподібні(Procellariiformes)
Родина: Океанникові (Oceanitidae)
- Фрегета чорночерева, Fregetta tropica (A)
- Океанник білогорлий, Nesofregetta fuliginosa

Родина: Буревісникові (Procellariidae)
- Тайфунник-провісник, Pterodroma heraldica (A)
- Тайфунник Піла, Pterodroma inexpectata (ta'i'o)
- Тайфунник макаулійський, Pterodroma cervicalis (A)
- Тайфунник австралійський, Pterodroma nigripennis (A)
- Тайфунник білолобий, Pterodroma leucoptera (A)
- Тайфунник коротконогий, Pterodroma brevipes (A)
- Тайфунник Штейнегера, Pterodroma longirostris (A)
- Буревісник світлоногий, Ardenna carneipes (A)
- Буревісник клинохвостий, Ardenna pacifica
- Буревісник Бюлера, Ardenna bulleri (A)
- Буревісник сивий, Ardenna grisea
- Буревісник тонкодзьобий, Ardenna tenuirostris
- Буревісник молокайський, Puffinus newelli (A)
- Буревісник реюньйонський, Puffinus bailloni (ta'i'o)

## Сулоподібні(Suliformes)
Родина: Фрегатові (Fregatidae)
- Фрегат-арієль, Fregata ariel (A) (atafa)
- Фрегат тихоокеанський, Fregata minor (atafa)

Родина: Сулові (Sulidae)
- Сула жовтодзьоба, Sula dactylatra (fua'o)
- Сула білочерева, Sula leucogaster (fua'o)
- Сула червононога, Sula sula (fua'o)

## Пеліканоподібні(Pelecaniformes)
Родина: Чаплеві (Ardeidae)
- Чепура австралійська, Egretta novaehollandiae (A)
- Чепура тихоокеанська, Egretta sacra (matu'u)

## Совоподібні(Strigiformes)
Родина: Сипухові (Tytonidae)
- Сипуха крапчаста, Tyto alba (lulu)

## Сиворакшоподібні(Coraciiformes)
Родина: Рибалочкові (Alcedinidae)
- Альціон садовий, Todiramphus sacer (A)
- Альціон самоанський, Todiramphus recurvirostris (E) (ti'otala)

## Соколоподібні(Falconiformes)
Родина: Соколові (Falconidae)
- Сапсан, Falco peregrinus

## Папугоподібні(Psittaciformes)
Родина: Psittaculidae
- Лорі-віні синьоголовий, Vini australis (sega, sega'ula, segavao)

## Горобцеподібні(Passeriformes)
Родина: Медолюбові (Meliphagidae)
- Медовичка кардиналова, Myzomela cardinalis (segasegamau'u)
- Мао самоанський, Gymnomyza samoensis (E) (ma'oma'o)
- Фулегайо полінезійський, Foulehaio carunculatus (iao)

Родина: Личинкоїдові (Campephagidae)
- Оругеро полінезійський, Lalage maculosa (miti)
- Оругеро малий, Lalage sharpei (E) (mititae)

Родина: Свистунові (Pachycephalidae)
- Свистун самоанський, Pachycephala flavifrons (E) (vasavasa)

Родина: Віялохвісткові (Rhipiduridae)
- Віялохвістка самоанська, Rhipidura nebulosa (E) (sau)

Родина: Монархові (Monarchidae)
- Міагра самоанська, Myiagra albiventris (E) (tolai'ula, tolaifatu)

Родина: Тоутоваєві (Petroicidae)
- Тоутоваї малий, Petroica pusilla (tolai'ula)

Родина: Ластівкові (Hirundinidae)
- Ластівка південноазійська, Hirundo tahitica (A)

Родина: Бюльбюлеві (Pycnonotidae)
- Бюльбюль червоночубий, Pycnonotus cafer (I) (manu palagi, «foreign bird»)

Родина: Окулярникові (Zosteropidae)
- Окулярник савайський, Zosterops samoensis (E) (matapapa'e)

Родина: Шпакові (Sturnidae)
- Шпак-малюк полінезійський, Aplonis tabuensis (miti, mitivao)
- Шпак-малюк самоанський, Aplonis atrifusca (E) (fuia)
- Майна індійська, Acridotheres tristis (I)
- Майна джунглева, Acridotheres fuscus (I)

Родина: Дроздові (Turdidae)
- Дрізд мінливоперий, Turdus poliocephalus (tutumalili)

Родина: Астрильдові (Estrildidae)
- Папужник червоноголовий, Erythrura cyaneovirens (E) (manu'ai)